# Castriz
Castriz o San Pedro de Castriz (llamada oficialmente San Pedro de Xallas de Castriz) es una parroquia y un lugar español del municipio de Santa Comba, en la provincia de La Coruña, Galicia.

## Entidades de población
Entidades de población que forman parte de la parroquia:
- A Choupana
- A Furoca
- A Mostaza
- Boaña de Abaixo
- Boaña de Arriba
- Boimente
- Castriz
- Escanande
- Estévez
- Frieiro
- O Bravo
- O Carballo dos Pinos
- O Cataliño
- O Hospital
- O Mens
- O Outeiro
- O Sisto
- Os Travesos
- O Xesto
- Padreiro
- Vento
- Traba
- Tras da Agra
- Xallas

## Demografía

### Parroquia
| Gráfica de evolución demográfica de Castriz (parroquia) entre 2000 y 2019 |
|                                                                           |
| Datos según el nomenclátor publicado por el INE.                          |

### Lugar
| Gráfica de evolución demográfica de Castriz (lugar) entre 2000 y 2019 |
|                                                                       |
| Datos según el nomenclátor publicado por el INE.                      |